# Distretto di Patnos
Il distretto di Patnos (in turco Patnos ilçesi) è uno dei distretti della provincia di Ağrı, in Turchia.